# 폴 켄트
폴 켄트(Paul Kent, 1930년 10월 13일 ~ 2011년 10월 7일)는 미국의 배우이다.
브루클린에서 태어났으며 할리우드 힐스에서 사망하였다. 사인은 다발성 골수종이다.

## 출연 작품

### 영화
- Lifeguard (1976)
- 스타 트렉 2: 칸의 분노 (1982)
- 퍼펙트 (1985)
- 나이트메어 3: 꿈의 전사 (1987)
- 더블 리벤지 (1988, Double Revenge)
- 위험한 살인 (1989, The Jigsaw Murders)
- 헬터 스켈터 (2004, Helter Skelter)

### 텔레비전
- 닥터 웰비 (1973)
- 신나는 개구쟁이 (1980, 1982)
- 후커와 로마노 (1982-85)
- 호텔 (1984-86)
- 더 영 앤 더 레스트리스 (1990)